# جبل العثماني (ذمار)
جبل العثماني هي إحدى قرى الجمهورية اليمنية. تتبع جغرافيا لمحافظة ذمار وإداريًا لمديرية جهران. يبلغ تعداد سكانها 994 نسمة حسب الإحصاء الذي أجري عام 2004.